# Phare du Cap Angela
Le phare du Cap Angela est un phare situé sur le cap Angela ou Ras Ennghela, au nord-ouest de la ville de Bizerte (dépendant du gouvernorat de Bizerte en Tunisie).
Les phares de Tunisie sont sous l'autorité du Service des phares et balises de la République tunisienne (SPHB).

## Description
Le cap Angela est le point le plus septentrional d'Afrique, faisant de son phare le phare le plus au nord du continent. Celui-ci est mis en service le 30 juillet 1890. Il se trouve sur un promontoire à environ douze kilomètres au nord-ouest de Bizerte.
C'est une tour carrée, avec galerie et lanterne, de quinze mètres de haut. Elle s'élève au-dessus d'une maison de gardiens d'un seul étage. La tour est peinte en noir avec une large bande horizontale blanche sous la galerie. Le bâtiment est blanc.
Il émet à une hauteur focale de 38 mètres au-dessus du niveau de la mer, un éclat blanc toutes les 2,5 secondes, à une portée maximale de cinquante kilomètres. L'éclairage est complété par un feu rouge de secteur sud-ouest, près du rivage, d'une portée de 45 kilomètres.
Identifiant : ARLHS : TUN026 - Amirauté : E6456 - NGA : 22132.
|               |
| Vue du phare. |

|             |
| Cap Angela. |

### Lien connexe
- Liste des principaux phares de Tunisie
- Liste des phares et balises de Tunisie